# Colletes thysanellae
Colletes thysanellae är ett solitärt bi som beskrevs av Mitchell 1951. Det ingår i släktet sidenbin och familjen korttungebin. Inga underarter finns listade i Catalogue of Life.

## Utseende
Colletes thysanellae är ett litet bi; hanen är 7 till 8 mm lång, medan honan är 9 till 10 mm. Arten är övervägande svart med röda antenner. Den inte särskilt kraftiga behåringen är normalt vitaktig utom på mellankroppen där den är mera brunaktig. Tergiternas (ovansidans bakkroppssegment) bakkanter är rödaktiga, vilket emellertid döljs under tätare, vitaktiga hårband.

## Ekologi
Arten hämtar näring framför allt från korgblommiga växter som Baccharis, Balduina, kamferörter, gullrissläktet, kvastgullrissläktet, Hyptis, Palafoxia och Pityopsis men också slideväxter som Polygonella. Honorna hämtar pollen till larverna främst från kvastgullrissläktet, Baccharis och Palafoxia. Colletes thysanellae är en höstart, som flyger mellan september och november.

## Utbredning
Utbredningsområdet omfattar östra USA från Virginia söderut, och västerut till Alabama.

## Bildgalleri

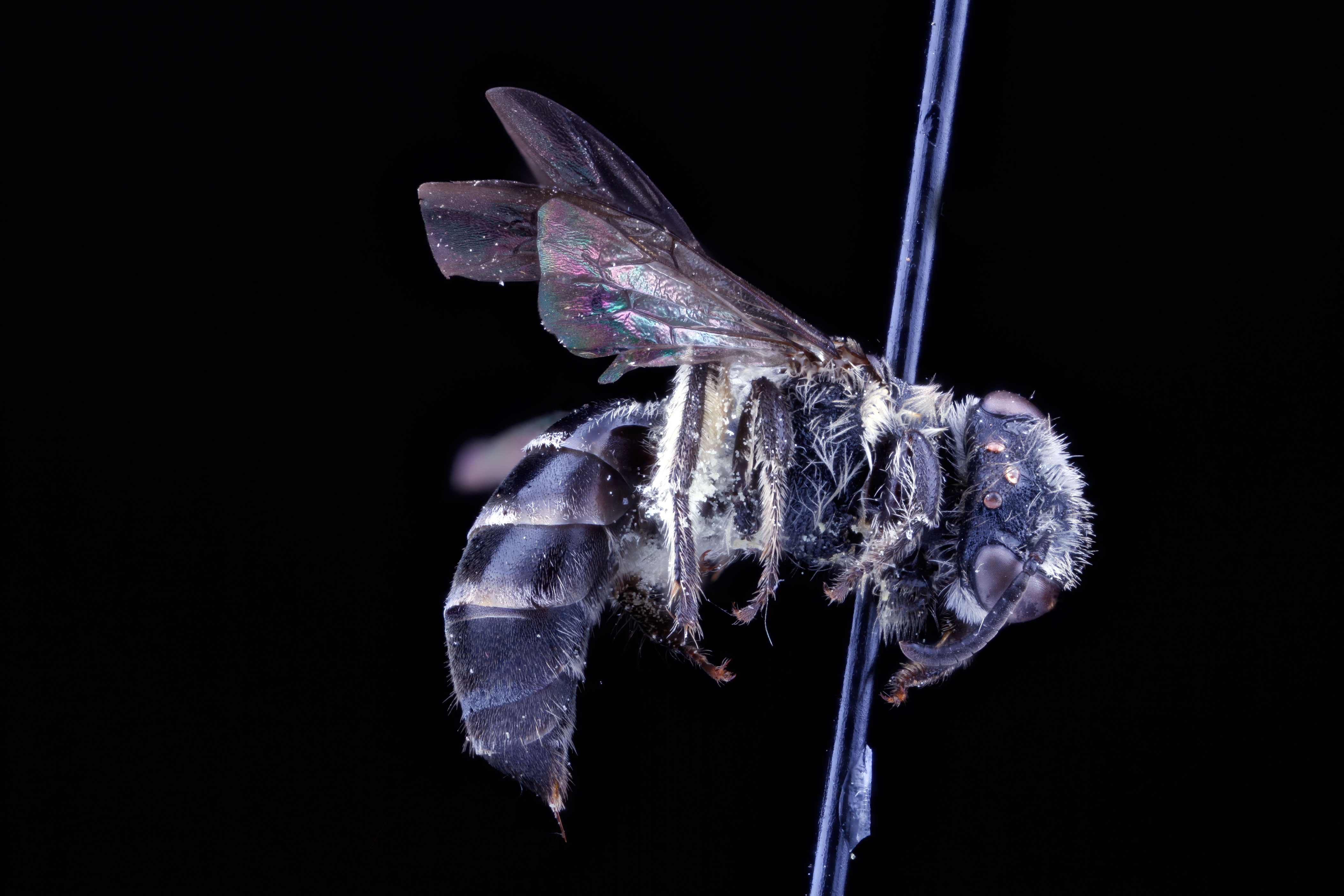